# Lands of Lore: The Throne of Chaos
Lands of Lore: The Throne of Chaos est un jeu vidéo de type dungeon crawler développé par Westwood Studios en 1993 pour les PC. Le jeu a ensuite été réédité en 1994 en version CD avec voix anglaises.

## Système de jeu
Westwood Studios a développé des jeux de rôle durant de nombreuses années. Les plus connus sont Eye of the Beholder 1 et 2. Au lieu de faire un troisième volet, Westwood choisit de faire son propre jeu en retirant une caractéristique de leurs précédentes réalisations dans ce domaine : le respect des règles du jeu de rôle sur papier Donjons et Dragons. Prévu pour une série de huit titres, trois seront développés.
Le jeu est très similaire à Dungeon Master, à savoir un jeu de rôle en temps réel et déplacements case par case suivant un scénario linéaire. Lands of Lore est cependant fondé sur l'exploration de lieux assez divers (forêts, marais, villes, donjons…) là où son prédécesseur ne proposait de visiter qu'un seul donjon réparti sur plusieurs niveaux.
Les déplacements peuvent se faire au choix, au clavier ou à la souris. Les interactions avec le monde du jeu se font très simplement, en cliquant sur différents éléments affichés à l'écran : fenêtre principale représentant une vue subjective de l'environnement et des éventuels objets activables ou pouvant prendre place dans l'inventaire, boussole permettant de repérer la direction à laquelle les personnages font face, portrait des personnages montrant leur état physique et les conditions dont ils peuvent souffrir, etc. Cette interface simple et intuitive permet une prise en main rapide du jeu.
Les combats se font également simplement, soit en cliquant sur l'icône représentant l'arme tenue par le héros ou son compagnon, soit en utilisant une touche du clavier. Une fois l'arme utilisée, son icône devient grisée et inutilisable jusqu'à ce que le personnage puisse frapper à nouveau. L'utilisation de sorts dépend du même système.

## Scénario
Un messager est porteur d'une mauvaise nouvelle en la citadelle de Gladstone : Scotia, un vieille sorcière ayant pris la tête de l'Armée Noire, a trouvé dans les mines d'Urbish le Masque des Ténèbres, un anneau orné d'un saphir permettant à son possesseur de changer de forme à volonté. Le roi Richard décide d'envoyer un aventurier — le personnage principal, à choisir parmi quatre héros aux caractéristiques bien différentes — chercher le Rubis de Vérité, collier indispensable pour contrarier les plans de Scotia, dans les territoires du sud. Hélas, tout ne se déroule pas comme prévu. C'est le début d'une longue quête qui verra le héros, rapidement accompagné d'autres personnages, s'opposer aux plans de la sorcière à travers un univers immense et immersif. Ils doivent franchir des forêts, explorer des mines et survivre aux marécages du peuple Gorkha tout en affrontant une grande variété de monstres et d'ennemis, tant par les armes que par le recours à la magie.

## Lieux visités
- Château de Gladstone : siège du royaume de Richard, il est réputé imprenable.
- Forêt du Nord : une paisible forêt entourant Gladstone. Attention toutefois aux bandits et autres bêtes sauvages.
- Cavernes : un repaire de bandits.
- Forêt du Sud : située sur les terres du sud, elle n'est accessible qu'en bateau.
- Manoir de Roland : demeure de Roland, vassal de Richard et gardien du Rubis de Vérité.
- Cavernes du Draracle : grottes situées à proximité de Gladstone au sein desquelles réside l'oracle. L'entrée est scellée par magie.
- Bois d'Opin : ces bois sont situés au-delà du Lac de la Terreur.
- Marécages : territoire des Gorkhas, un peuple d'habiles commerçants et de redoutables guerriers.
- Hauts Bois d'Opin : le prolongement du bois d'Opin, on peut y entendre en permanence de curieux bourdonnements.
- Mines d'Urbish : mines laissées à l'abandon depuis l'attaque de Scotia.
- Bois d'Yvel : ces bois sont un carrefour entre la cité d'Yvel, les Hauts Bois d'Opin, la Tour Blanche et le Gouffre menant à Cimmeria.
- Ville d'Yvel : grande cité protégée par de hautes murailles et dirigées par un conseil de seigneurs.
- Ancienne Tour Blanche : château à l'abandon, il serait à nouveau occupé par de féroces guerrières et des âmes en peine.
- Cavernes de la Passerelle : passage secret reliant Yvel à Cimmeria.
- Donjon : sous-sol du château de Cimmeria.
- Château de Cimmeria : bastion de Scotia autour duquel s'est rassemblée son armée d'orcs et d'humains ralliés à sa cause.

## Personnages

### Personnages jouables
- le héros : à choisir entre un humain (Conrad ou Michael), un Huline (homme-chat) du nom de Kieran et un Dracoïde (homme-dragon) nommé Ak'Shel
- Timothy, aventurier prêt à secourir Gladstone, il peut devenir le premier personnage à épauler le héros s'il est recruté à l'auberge de l'Aigle Gris
- Lora, jeune paysanne originaire de Gribl et voulant entrer au service du Draracle, elle peut rejoindre temporairement le héros
- Baccata, disciple de Dawn de la race des Thomgogs (créatures massives à 4 bras), il rejoint obligatoirement le héros pour l'aider dans sa quête
- Paulson, guerrier, fidèle serviteur du roi et membre du Conseil, il est le dernier personnage jouable à rejoindre le héros lors de l'aventure

### Personnages non jouables
- Victor, armurier royal
- Nathanael, herboriste et l'un des quatre membres du Conseil de Gladstone
- Scotia, sorcière à la tête de l'Armée Noire, elle entre en possession du Masque des Ténèbres au début du jeu ce qui lui permet de changer d'apparence à volonté
- le Draracle, ancien dieu et oracle à la grande sagesse, il réside dans des grottes près de Gladstone
- le Roi Richard, souverain respecté de Gladstone
- Geron, grand Chambellan du royaume et membre du Conseil
- Dawn, enchanteresse au service du roi et membre du Conseil
- Roland, seigneur des Terres du Sud et vassal de Richard

## Équipe de développement
- Création : William Alan Crum, Phillip W. Gorrow
- Programmation : Joseph Bostic, Scott K. Bowen, John LaSalvia, Mark McCubbin, Quing Yuan
- Musique : Frank Klepacki
- Son : Patrick J. Collins, Paul S. Mudra, Dwight K. Okahara
- Voix : Patrick Stewart
- Producteur exécutif : Brett Sperry
- Producteur : Rick Gush
- Coordinateur production : Cathie A. Bartz-Todd
- Programmeur en chef : Phillip W. Gorrow
- Artiste en chef : Rick Parks
- Artistes : Elie Arabian, Fei Cheng, Cary Dean Averett, Eric Gooch, Joseph B. Hewitt IV, Louise Sandoval, Ren Olsen, Judith Peterson

## Accueil
```
|Joystick = 91 %
[
2
]
```

## La série
- Lands of Lore: The Throne of Chaos
- Lands of Lore 2: Guardians of Destiny (1997)
- Lands of Lore 3 (1999).